# ملنیکوفکا
ملنیکوفکا (به لاتین: Melnikovka) یک منطقهٔ مسکونی در روسیه است که در سرزمین آلتای واقع شده‌است.